# Спроба перевороту в Болівії (2024)
Спроба державного перевороту в Болівії 2024 року була організована офіцерами Збройних сил на чолі з генералом Хуаном Хосе Суньїгою. 26 червня 2024 року війська захопили площу Мурільо в Ла-Пасі, політичному центрі країни. Переворот провалився через внутрішній і міжнародний тиск, солдати відійшли після зміни військового командування армії.
Переворот стався після тижнів політичної та економічної нестабільності, викликаної розколом у керівній партії між колишнім президентом Ево Моралесом і чинним Луїсом Арсе. Суперечки перешкодили уряду боротися з фінансовою кризою, що розвивається в країні. За кілька днів до перевороту генерал Хуан Хосе Суньїга заявив, що військові заарештують Моралеса, якщо він балотуватиметься на президентських виборах 2025 року. Скандал закінчився звільненням Суньїги.
Вранці 26 червня військові почали мобілізацію, кульмінацією якої стало захоплення площі Мурільо. Протистояння між військовими та поліцією, до яких приєдналися протестувальники, тривало три години. Події включали напад на історичний Паласіо Кемадо та сварку між Арсе та Суньїгою. Змовникам не вистачило військової та політичної підтримки. Поліція виступила проти заколоту, командувач ВПС відмовився брати в ньому участь. Нове військове керівництво, призначене Арсе, наказало військовим повернутися на свої звичайні пости.
Після арешту Суньїга заявив, що спроба перевороту була хитрістю, спланованою Арсе, щоб отримати підтримку населення. Прихильники Моралеса та опозиція поставили під сумнів роль адміністрації у військовому повстанні, Арсе також заперечив ці звинувачення.

## Причини
Болівія відзначила свій перехід до демократії в 1982 році, коли збройні сили передали владу цивільному уряду, обраному 1980 року. Попри економічні кризи та політичну нестабільність, повернення до цивільного правління замкнуло цикл нестабільності, через який країна пережила безліч спроб і успішних революцій і державних переворотів протягом двох століть після здобуття незалежності.  До 2024 року Болівія не стикалася зі скоординованою спробою військових захопити владу протягом 40 років. востаннє такий переворот стався 1984 року, але був невдалим.
2019 року тодішній президент, лідер лівих Ево Моралес, домагався переобрання на четвертий термін. Незначна перевага Моралеса на виборах того року супроводжувалася звинуваченнями в фальсифікації виборів, що викликало протести. Після них президент пішов у відставку і встановив тимчасовий уряд. Партія Моралеса, Рух за соціалізм (MAS), вважала це все державним переворотом. Після повторних виборів 2020 року Луїс Арсе було обрано наступником Моралеса, таким чином, колишній міністр фінансів став президентом і повернув MAS до влади.
Згодом між Арсе та Моралесом виникли суперечки.  Розкол досяг кульмінації 2023 року, коли Арсе було виключено з партії MAS, а Моралес оголосив себе кандидатом на президентських виборах 2025 року , хоча Конституційний трибунал скасував попереднє рішення, що дозволяло йому балотуватися на невизначений термін. До 2024 року MAS розкололася на дві фракції: за Арсе та Моралеса. Напружена політична атмосфера посилювалася економічною кризою, яка наростала, а застій у парламенті підривав можливість уряду впоратися з фінансовими проблемами. Арсе вирішив використати збройні сили у перевороті.

## Спроба перевороту
За два дні до перевороту, в ніч проти 24 червня, генерал Хуан Хосе Суньїга, командувач армією, заявив, що якщо Моралес спробує балотуватися на пост президента, армія спробує його заарештувати. Слова генерала викликали критику з боку прихильників Моралеса та опозиції З'явилися дані про зняття Суньїги з посади.
До 26 червня ситуація навколо усунення Суньїги залишалася незрозумілою, оскільки генерал брав участь в офіційному військовому заході, де він надавав звання членам відділу армійської розвідки.
О 9:00 ранку до Міністерства оборони почали приходити повідомлення про рух військ на шести вантажівках. О 12:00 Новільйо повідомив Арсе, що з Суньїгою неможливо зв'язатися і що кілька військових підрозділів наближаються до Ла-Пасу. Президент, який був на заході в Ель-Альто, повернувся до Casa Grande del Pueblo – президентський палац – де він зустрівся з віцепрезидентом Девідом Чокеуанкою та скликав свій кабінет. 

### Захоплення площі Мурільо
О 14:30 війська почали захоплювати площу Мурільо, політичний центр Болівії, де розташовані як виконавча, так і законодавча гілки влади. За ними йшов контингент військової техніки. Арсе засудив спробу та закликав поважати демократію.  Він також зв'язався з Моралесом, щоб попередити його про переворот. 
Суньїга прибув на місце і почав давати коментарі журналістам. У оточенні солдатів генерал запевнив, що військові «відновлять демократію», і наполягав, що їхні дії мають підтримку населення.   Далі Суньїга заявив, що деякий час продовжуватиме визнавати Арсе президентом, але потрібен новий кабінет міністрів і звільнення політичних в'язнів.  О 15:49 бронемашина протаранила фасад палацу Кемадо, історичний урядовий палац.  Солдати в масках на чолі з Суньїгою продовжили штурм входу, тоді як інші війська закрили периметр.  
Суньїга вийшов із палацу Кемадо після 16:00, заявивши про відступ, і поїхав із площі. Облога тим часом продовжилася, оскільки солдати зіткнулися з силами правопорядку, які намагалися їх витіснити, використовуючи сльозогінний газ.   Поліція не приєдналася до повстання;  хоча начальник поліції Альваро Альварес був поінформований про змову перевороту, він відмовився брати участь.  Переворот почав слабшати, що Суньїга пояснив затримкою прибуття підрозділів з Віачі та відсутністю підтримки ВПС. 

### Відхід військ
Повернувшись у палац, єдиним командиром, який залишився, був Зегарра.   Він супроводжував Арсе назад до Каса Гранде, де вони провели зустріч.  Болівійський робітничий центр, найбільша профспілка в країні, оголосив безстроковий загальний страйк і закликав робочі групи вийти на Ла-Пас на захист уряду. 
Коли на вулицях панував хаос, президент скликав церемонію призначення нових начальників трьох відділів збройних сил. Арсе присягнув Хосе Вілсону Санчесу, Ренану Раміресу та Херардо Завалі як голова армії, флоту та повітряних сил відповідно. Командувач збройними силами Гонсало Вігабріель був затверджений на своїй посаді, залишаючись лояльним президенту.  Санчес наказав усім мобілізованим частинам повернутися до казарм. Бронемашини та кілька сотень солдат покинули площу, а поліція оточила територію палацу.  Загалом невдалий путч тривав близько трьох годин. 
Коли загроза вщухла, натовпи прихильників заповнили площу, співаючи та розмахуючи прапорами.  З балкона Casa Grande Арсе звернувся до вболівальників: «Єдиний, хто може вивести нас звідси, — це ви».  «Хай живе демократія», — вигукнув він. 

## Реакції

### Внутрішні
Колишні президенти Карлос Меса та Хорхе Кірога засудили переворот. І всупереч спробам Суньїги звільнити політичних в'язнів,  і Жанін Аньєс, і Луїс Фернандо Камачо – кожен ув'язнений за свою роль у кризі 2019 року, – також заперечили дії військових. 

### Міжнародна реакція
Переворот засудили Бразилія, Чилі, Колумбія, Куба, Мексика, Парагвай і Венесуела.  Прем'єр-міністр Іспанії Педро Санчес також засудив переворот.  ЄС та інші міжнародні організації, такі як Спільнота держав Латинської Америки та Карибського басейну та Організація американських держав, висловили занепокоєння. Президенти Аргентини та Сальвадору Хав'єр Мілеї та Найіб Букеле мовчали з цього питання, хоча МЗС у Буенос-Айресі засудило переворот. 

## Наслідки
Увечері 26 червня болівійська поліція заарештувала Суньїгу. Прокуратура оголосила, що розпочне кримінальне розслідування путчистів. 
Після арешту Суньїга стверджував, що 23 червня він зустрівся з Луїсом Арсе, який наказав йому розгорнути танки на вулицях для спроби самоперевороту, заявивши, що це необхідно для підвищення його популярності. Після цих заяв Суньїга був доставлений до офісу Спецназу по боротьбі зі злочинністю (FELCC) у Ла-Пасі. Міністр уряду Едуардо Дель Кастільо назвав події невдалим переворотом.
Також був затриманий віцеадмірал Хуан Арнес Сальвадор, колишній генерал-командувач збройними силами. Суньїга та Арнес висувають звинувачення, включаючи збройне повстання, напад на президента, знищення громадської власності та інші злочини.
27 червня влада представила 17 осіб, звинувачених у причетності до перевороту, додавши, що вони почали планувати замах у травні. Один із підозрюваних, Анібал Агілар Гомес, ключовий ідеолог, відкинув звинувачення та оголосив голодування.  Він намагався втягнути Чилі у переворот. Всього заарештовано 21 підозрюваного. 28 червня Суньїга, Арнез і Алехандро Ірахола, колишній начальник механізованої бригади армії, були поміщені під шість місяців ув'язнення у в'язниці суворого режиму Чончокоро поблизу Ла-Паса.
Президент Луїс Арсе засудив переворот, колишній президент Ево Моралес вимагав кримінальних звинувачень проти змовників. Союзники засудили переворот, і виникла стурбованість щодо можливих репресій проти політичних опонентів.